# Anisoplia agricola
Anisoplia agricola (Poda, 1761) è un coleottero appartenente alla famiglia Scarabaeidae.

## Descrizione

### Adulto
A. agricola si presenta come un coleottero di medie dimensioni, oscilanti tra gli 11 e i 13 mm di lunghezza. Presenta un corpo dalla forma piuttosto cilindrica, con l'addome coperto da elitre dalla colorazione molto variabile tra un esemplare e l'altro: alcuni esemplari possono presentare una colorazione totalmente marroncina chiara, mentre altri possono presentare chiazze diversamente sviluppate.

### Larva
Le larve hanno l'aspetto di vermi bianchi dalla forma a "C". Presentano testa e zampe sclerificate.

## Biologia
A. agricola è visibile a partire dalla primavera e resta attiva anche durante l'estate. Gli adulti volano durante le ore di luce e possono essere osservati accoppiarsi sugli steli delle piante. Le larve, invece, si sviluppano nel suolo a spese di graminacee selvatiche.

## Distribuzione
A. agricola è ampiamente diffusa in Europa centro-orientale, arrivando a est fino all'Asia centrale e la Siberia. In Italia si può reperire in Friuli-Venezia Giulia.